# Adobe Photoshop Express
Adobe Photoshop Express ist eine mobile Anwendung zum Bearbeiten von Bildern und Erstellen von Collagen von Adobe Inc. Die App ist für iOS, iPadOS, Android, Chromebooks und Microsoft Windows verfügbar.

## Geschichte
Adobe Photoshop Express begann als Flash-basierte Webanwendung zum Bearbeiten von Bildern direkt im Browser und fungierte als Pendant zu Adobe Photoshop. Mit der 2008 veröffentlichten Beta-Version konnten registrierte Benutzer ihre Bilder hochladen und anschließend bearbeiten, einschließlich der Rote-Augen-Korrektur, dem Zuschneiden sowie der Anpassung von Belichtung und Sättigung. Die Webanwendung ließ die Benutzer ihre Bilder in Alben gruppieren und bot die Möglichkeit, diese direkt auf sozialen Netzwerken wie Facebook, Flickr, Photobucket oder Picasa zu veröffentlichen.
2009 veröffentlichte Adobe die mobile App Photoshop.com Mobile zunächst für das iPhone und knapp einen Monat später auch für Android-Geräte. Die App stand zum kostenlosen Download zur Verfügung und ermöglichte es Nutzern, Bilder auf mobilen Geräten anzuzeigen, zu bearbeiten und auf ihr Photoshop-Konto hochzuladen.
2010 wurde die App zu Photoshop Express umbenannt und erhielt eine aktualisierte Version für alle iOS-Geräte, inklusive einer Unterstützung für das iPad.
Seit Mai 2013 ist Adobe Photoshop Express im Microsoft Store für Windows 8 und Windows 10 erhältlich.
Seit 2020 ist Adobe Photoshop Express für das Chromebook verfügbar.
2021 integrierte Adobe die App in ihr Foto-Abonnement der Adobe Creative Cloud, dadurch können Abonnenten die Premium-Funktionen nutzen, die normalerweise als In-App-Käufe angeboten werden.

## Funktionen
Für die Nutzung der App ist die Erstellung eines kostenlosen Kontos erforderlich. Das PS Express Premium-Abonnement bietet erweiterte Funktionen und zusätzliche Inhalte, die über die Basisversion der App hinausgehen.
Bearbeitete Bilder können in der App als Projekte angeordnet, kombiniert und zu Collagen zusammengefügt werden. Bilder können auf Photoshop Express-Entdecken geteilt und somit für andere Benutzer sichtbar gemacht werden. Die App bietet unter anderem die Möglichkeit, Bilder auf dem eigenen Gerät zu speichern, direkt auf Facebook oder Instagram zu teilen oder per E-Mail oder WhatsApp zu verschicken.
- Retuschierwerkzeuge/Gesichtsretusche: Hautglättung, Fleckenkorrektur, Morphing, Make-up-Looks
- Zuschneiden: Seitenverhältnis ändern, Bild drehen, Bild transformieren
- Farbkorrektur: Kontrast, Belichtung, Temperatur, Farbton etc.
- Filter (Looks) und Effekte
- Collagen-Layouts
- Hinzufügen von Text, Stickern, Rahmen
- Videobearbeitung (Videokompression, Videoschnitt)

## Ehemalige Webanwendung
Photoshop Express lief über das Adobe Flash-Plugin in den gängigen Browsern. Die Plattform Flash ermöglichte eine authentische grafische Benutzeroberfläche bei gleichzeitiger Betriebssystem-Unabhängigkeit. Als Rich Internet Application verband Photoshop Express fließend Client (den eigenen Computer) und Server, dadurch wurden die Bilder auf den Webserver von Adobe gespeichert, die eigentlichen Berechnungen zur Bildbearbeitung wurden aber direkt auf dem Client ausgeführt und erst nach Abschluss des Bearbeitungsvorgangs mit dem Server synchronisiert. Somit lief das System in der Bearbeitung ähnlich schnell wie eine normale Offlineanwendung, bot aber trotzdem die Möglichkeit, jederzeit und ortsunabhängig auf die eigenen Bilder zuzugreifen, diese anzusehen und zu bearbeiten. Bilder konnten vom eigenen Computer hochgeladen oder von bekannten Fotocommunities wie Flickr importiert werden. Die Bildbearbeitung lief bei Photoshop Express, anders als beim Industriestandard Adobe Photoshop, weitgehend automatisch ab und war auch für Laien verständlich. Nach einem Klick auf die gewünschte Korrekturmöglichkeit (z. B. Sättigung, Belichtung) schlug das Programm mehrere automatisch korrigierte Bilder vor: Ein direkter Eingriff in die Bearbeitungsfunktionen war nicht möglich, der Benutzer entschied sich nur noch für eine der korrigierten Versionen oder sucht über einen Schieberegler einen Kompromiss zwischen diesen. Photoshop Express speicherte sämtliche Bearbeitungsschritte, wodurch nachträglich einzelne Korrekturen geändert oder das gesamte Bild in den Originalzustand zurückgesetzt werden konnten. Als registrierter Benutzer ließen sich mit Photoshop Express Bilder über einen Webspace in Alben und Galerien organisieren, als Ganzes bearbeiten und später als „3D“-Diashow veröffentlichen.